# Флаг Занзибара
Флаг Занзибара — один из официальных символов Занзибара — частично автономного образования в составе Объединённой Республики Танзания.
Закон о современном флаге Занзибара был принят парламентом Занзибара в 2004 году после трёхдневных дебатов. В основе его лежит сине-чёрно-зелёный триколор, утверждённый в 1964 году как флаг Народной республики Занзибара и Пембы. Как напоминание о государственной принадлежности Занзибара к Танзании, в левом верхнем углу флага расположено изображение государственного флага Танзании.

## Современный флаг

### Принятие
11 октября 2004 года, спустя сорок лет после вхождения Занзибара в состав Танзании, остров обрёл свой отдельный официальный флаг — в этот день занзибарский парламент принял соответствующий законодательный акт, запланированный и предложенный ещё в апреле того же года премьер-министром острова Салумом Джумой Османом. 9 января 2005 года в городе Занзибар состоялась церемония принятия флага, кульминационным моментом которой стал торжественный салют — в честь нового элемента символики острова был выпущен 21 пушечный залп. В ходе церемонии перед островитянами выступил занзибарский президент Амани Абейд Каруме.
Даровав полуавтономному острову собственный флаг, власти Танзании при этом подчеркнули, что его принятие не должно восприниматься как шаг к независимости Занзибара. «Принятие флага, — сказал генеральный прокурор Занзибара Панду Хассан, — это просто шаг к соответствию с конституцией Занзибара, которая позволяет принятие символики правительством».

Дизайн нового флага вызвал неоднозначную реакцию у островитян. Так, некоторые члены партии «Гражданский Народный Фронт», поддерживающие отделение Занзибара от материковой части Танзании, выразили недовольство в связи с тем, что в углу принятого занзибарского флага был расположен государственный танзанийский, но, несмотря на это, после трёх дней дебатов всё-таки проголосовали за предложенный дизайн. «Мы не беспокоимся по поводу цветов флага. Неприемлемо только наличие флага Танзании на флаге Занзибара», — заявил лидер танзанийской оппозиции Абубакар Хамис Бакар.

### Описание
В основе утверждённого в 2004 году флага Занзибара лежит прямоугольное полотнище из трёх равновеликих горизонтальных полос, окрашенных в цвета, каждый из которых имеет определённое значение. Так, синий цвет символизирует культуру острова, чёрный — народ, а зелёный — окружающую среду Занзибара.
В целом отношение ширины флага к его длине составляет 3:4. Девятую часть полотнища покрывает расположенное в верхнем левом углу, в крыже флага, изображение флага Танзании, указывающее на подчинённость острова этому государству.

### Использование
Спектр использования занзибарского флага существенно ограничен. В подтверждение тому, что его принятие не означало шаг к независимости Занзибара, власти Танзании наложили запрет на использование флага на международных форумах и ассамблеях, заседаниях таких организаций, как Африканский союз и ООН, при этом, однако, не запретив занзибарским спортсменам выступать под данным флагом. Вместе с тем, в органах власти Занзибара, включая правительство и парламент, а также в занзибарских представительствах на материке, флаг используется без ограничений. Помимо того, флаг Занзибара, наряду с государственным, используют такие структуры, как полиция и иммиграционная служба Танзании.
В августе 2011 года, в ходе заседания Национального собрания Танзании, танзанийский правовед Чику Абвао спросила премьер-министра Мизенго Пинду, по какой причине Занзибару была предоставлена возможность иметь собственный флаг, а территории бывшей Танганьики — нет. В ответ Пинда подчеркнул, что принятие флага Занзибара сопровождалось предварительной договорённостью с материковой частью Танзании. «Независимо от того, что вы думаете по этому поводу, конституционное решение изменить нельзя», — сказал он.

## Исторические флаги

### Флаг султаната (1861—1964)
В 1856 году ушёл из жизни правитель Оманской империи Саид ибн Султан, что повлекло за собой раздел оманских владений между его сыновьями. В то время, как континентальная, аравийская их часть досталась Тувайни ибн Саиду, остров Занзибар и часть восточноафриканского побережья объединились под властью Маджида ибн Саида, ставшего султаном Занзибара. На протяжении более, чем ста лет, два новообразованных государства — султанат Занзибар и султанат Маската и Омана — существовали под одинаковым флагом, который представлял собой красное прямоугольное полотнище.
В 1963 году власти султаната видоизменили занзибарский флаг, расположив в центре полотнища зелёный круг с изображением двух золотых бутонов гвоздики. По мнению американского художника-вексиллолога Альфреда Знамиеровского, тем самым они последовали примеру Ганы и других африканских государств, использовавших в своих флагах панафриканские цвета. Новый флаг просуществовал недолго: 12 января 1964 года на острове произошла революция, повлёкшая за собой падение монархии и бегство султана.
- Флаг в 1861—1963 годах
- Флаг в ЭСБЕ
- Флаг султана Занзибара[K 1]
- Флаг в 1963—1964 годах

### Флаги Народной Республики Занзибара и Пембы (1964)
Преемницей Занзибарского султаната стала образовавшаяся после революции Народная Республика Занзибара и Пембы. За несколько месяцев существования этого государства его флаг успел дважды сменить расцветку. Первый вариант — чёрно-жёлто-синий горизонтальный триколор — был введён радикальными революционерами во главе с Джоном Окелло, но продержался всего семнадцать дней: в связи с развернувшейся на острове резнёй арабов и индийцев, радикалы были отстранены от власти представителями умеренной партии Афро-Ширази, и на смену прежнему флагу пришёл флаг этой партии — сине-чёрно-зелёный горизонтальный триколор с узкой вертикальной полосой белого цвета в левой части полотнища, составлявшей 1/36 ширины флага. По состоянию на 2004 год данный флаг всё ещё продолжал использоваться сборной Занзибара по футболу.
В основу флага Народной Республики Занзибара и Пембы лёг флаг партии Афро-Ширази, которая продолжала существовать вплоть до объединения с Африканским национальным союзом Танганьики в 1977 году. Партийный флаг представлял собой сине-чёрно-зелёный триколор с изображением жёлтой мотыги в центре полотнища.
- Флаг в январе 1964 года[K 2]
- Флаг Народной Республики Занзибара и Пембы
- Флаг партии Афро-Ширази

### Флаг Танзании (1964—2005)
26 апреля 1964 года Народная республика Занзибара и Пембы объединилась с Республикой Танганьика в единое государство — Объединённую Республику Танганьики и Занзибара (в октябре того же года была переименована в Танзанию). Флаг новосозданного государства был образован путём слияния элементов флагов обеих объединившихся стран: от Танганьики ему досталось зелёное треугольное поле и чёрная полоса с жёлтой каймой, от Занзибара — синее треугольное поле.
С 1964 по 2005 год Занзибар, как и материковая часть Танзании, использовал единый государственный флаг, несмотря на сохранение частичной автономии. Даже после принятия в 1984 году конституции Занзибара, предусматривавшей и допускавшей наличие у занзибарских органов власти собственной символики, правительство и парламент острова продолжали функционировать под флагом Танзании.

## Прочие флаги

### Флаг британского резидента
В 1890 году власти Великобритании принудили занзибарского султана Али ибн Саида к принятию британского протектората,
 после чего султанат фактически перешёл под контроль Великобритании. Несмотря на это, британский резидент появился на острове много позже, в 1918 году — до сих пор протекторат находился в ведении МИДа страны.
Флаг британского резидента представлял собой флаг Великобритании с расположенным в центре изображением парусной лодки в открытом море на фоне ясного неба и песчаного побережья. На борту изображённой лодки находились люди, а на корме судна — развевался красный оманский флаг. Над общей картиной располагалась королевская корона: до 1955 года — тюдоровского образца, а затем — эдвардианского. В 1963 году Великобритания предоставила Занзибару полную независимость, в результате чего должность британского резидента на острове была упразднена.

### Флаг президента Занзибара
Президентский флаг Занзибара был принят 12 января 1985 года. Он выглядит как серо-зелёное полотнище с изображением президентской печати. Центром печати является овал с изображениями очертаний островов Занзибар и Пемба, моря и двух берегов, символизирующих упомянутые острова. По бокам овал подпирается мотыгой и ножом. Венчает печать литера «R» (от суахили Rais — король).
Согласно регламенту, президентский флаг может использоваться «только президентом Занзибара» и только тогда и в тех местах, где «нет ограничений в соответствии с законодательством и правилами использования флагов». Флаг президента, в соответствии с занзибарским законодательством, может изменяться или модифицироваться исключительно парламентом Занзибара.

#### Комментарии
1. ↑  Иногда ошибочно указывается как государственный.
2. ↑  Существует мнение, что чёрно-жёлто-синий триколор представлял собой не флаг республики, а исключительно флаг сторонников Джона Окелло.